# Анцупов, Евгений Алексеевич
Евгений Алексеевич Анцупов (27 января 1921, Верховский район — 19 октября 2020, Воронеж) — советский и российский тренер по спортивной акробатике. Заслуженный тренер РСФСР (1969), судья международной категории (1980), почётный гражданин города Воронежа (1996).

## Биография
Евгений Анцупов родился 27 января 1921 года в деревне Выселки Березовец (ныне Верховский район Орловской области) в крестьянской семье. В школьные годы увлёкся акробатикой. В 1940 году с отличием окончил школу в Липецке и был призван в армию. Служил в 245-м гаубичном полку. С первых дней принимал участие в Великой Отечественной войне. В 1949 году окончил Московский институт физической культуры, переехал в Воронеж и устроился на работу в педагогическое училище. В 1949—1959 годах участвовал в спортивных соревнованиях. В 1950 году организовал первые в Воронеже соревнования по акробатике. В 1953—1959 годах работал заведующим кафедрой физического воспитания Воронежского зооветеринарного института. С 1959 годах работал старшим тренером-преподавателем по акробатике в разных детско-юношеских спортивных школах города. С 1967 года работал в воронежской СДЮСШОР № 2, а с 1972 по 1983 годы был её директором. Под его руководством в школе был построен новый спорткомплекс. С 1983 года — старший инструктор-методист СДЮСШОР № 2. Являлся членом президиума областных Всероссийских и Всесоюзных федераций по акробатике.
Евгений Анцупов известен как основатель воронежской школы акробатики. Выпускники его школы становились чемпионами мира, Европы, СССР и России. Среди воспитанников Анцупова чемпион России по спортивной акробатике Максим Кабанов, заслуженный тренер РСФСР Николай Шевелев и другие.
Скончался 19 октября 2020 на 100-м году жизни. Похоронен на Коминтерновском кладбище.

## Труды
Автор книг по акробатике: «Дом для акробатов» (1994), «50 лет российской акробатике» (1999), «50 лет воронежской акробатике» (2002), «История развития акробатики в Российской Федерации (1999—2004)» (2005).

## Награды
- Заслуженный тренер РСФСР (1969)[2]
- Орден «Знак Почёта»[3]
- Орден Отечественной войны 2-й степени (6 мая 1987)
- Почётный знак «За заслуги в развитии физической культуры и спорта»[3]
- Медаль «За развитие Олимпийского движения»[3]
- Знак отличия «За заслуги перед Воронежской областью» (29 января 2016) — за многолетнюю плодотворную работу, большой личный вклад в развитие Воронежской области и активную жизненную позицию
- Почётный гражданин города Воронежа[8]